# Molophilus propinquus
Molophilus propinquus är en tvåvingeart som först beskrevs av Egger 1863.  Molophilus propinquus ingår i släktet Molophilus och familjen småharkrankar. Arten är reproducerande i Sverige.

## Underarter
Arten delas in i följande underarter:
- M. p. propinquus
- M. p. debilispinus
- M. p. triacanthus